# Moongarden
Moongarden is een Italiaanse band. Zij speelt een kruising tussen metal en progressieve rock.
De band start op basis van de muziek van Genesis. Men voegt steeds meer metal in, maar de progressieve achtergrond verdwijnt niet helemaal. De band werd geleid door Cristiano Roversi, ook bekend van Submarine Silence en David Cremoni. In 2008 is alleen Roversi nog over. Simone Baldini Tosi is dan weer opgenomen in de band.
Het logo van de band is ontworpen door Mark Wilkinson, bekend van de Marillion-hoezen. 

## Discografie
- 1993: Moonsadness
- 1995: Brainstorm of Emptyness
- 2000: The Gates of Omega
- 2004: 'Round Midnight
- 2008: Songs from the Lighthouse
- 2009: A vulgar display of prog
- 2014: Voyeur
- 2018: Align myself to the universe
- 2023: Christmas night 2066